# Ácidos do enxofre
O enxofre forma os seguintes ácidos, em ordem crescente de complexidade de suas fórmulas:
- H2S - sulfeto de hidrogênio ou ácido sulfídrico, quando em solução.

## Oxiácidos
Os oxiácidos de enxofre são compostos químicos que contém enxofre, oxigênio e hidrogênio. O melhor conhecido e mais importante industrialmente, é o ácido sulfúrico. O enxofre tem um número de oxiácidos alguns dos quais são somente conhecidos por seus sais.
- H2SO3 - ácido sulfuroso
- H2SO4 - ácido sulfúrico
- H2S2O3 - ácido tiossulfúrico
- H2SO5 - ácido persúlfúrico
- H2SO2 - ácido hipossulfuroso
- H2SnO6 - ácido politiônico